# Falmouth (Kentucky)
Falmouth è un comune degli Stati Uniti d'America, situato nello Stato del Kentucky, nella contea di Pendleton, della quale è il capoluogo.